# 酪漿

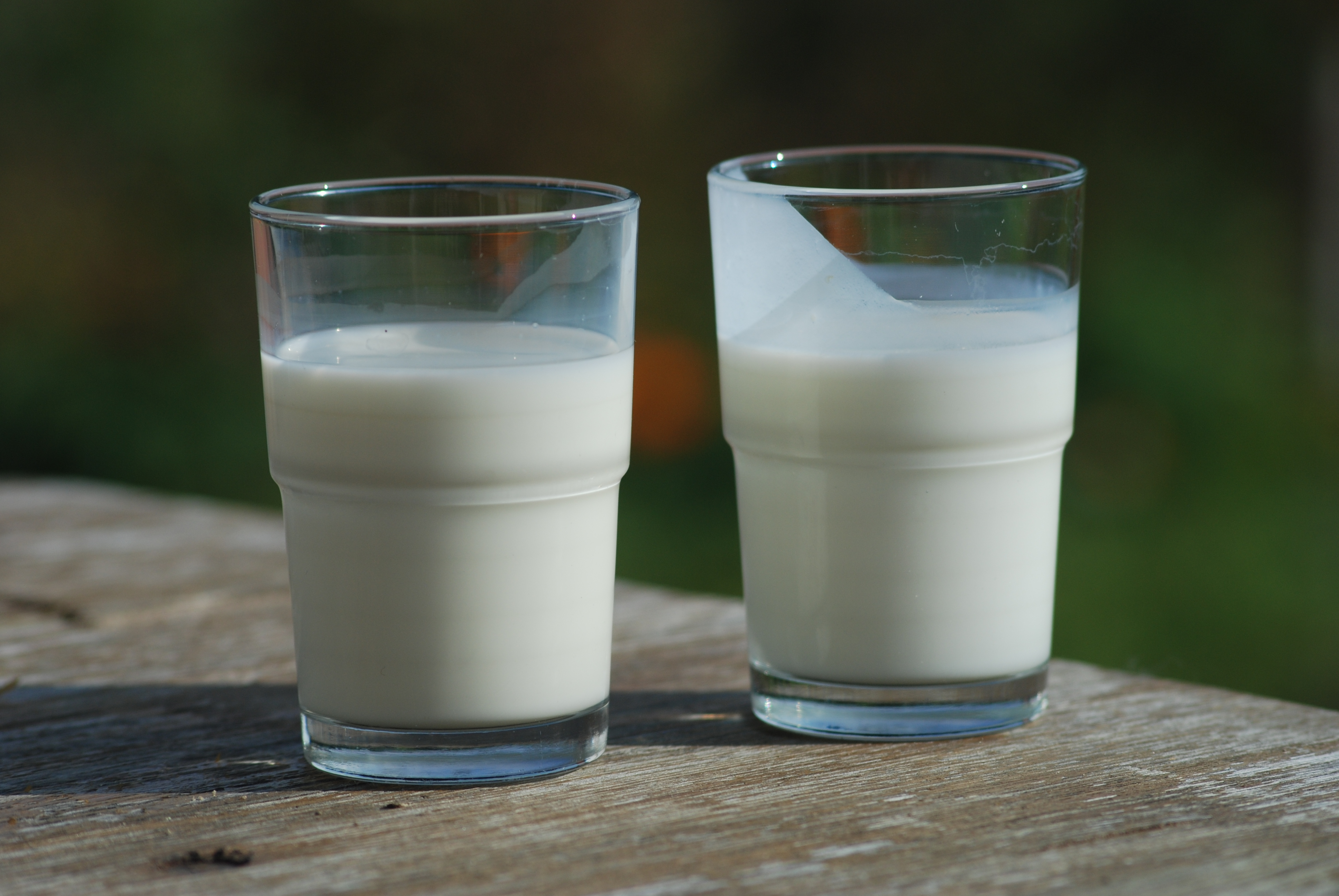
酪漿（右）與鮮奶（左）的比較。較濃稠的酪漿在玻璃杯上較易殘留。

（又稱為酪乳、白脱牛奶），是牛奶制成牛油之后剩余的液体，有酸味。酪乳比牛奶略浓，热量少，脂肪含量低。酪乳增稠是由于乳蛋白的变性，而酸味则是由于发酵所产生的乳酸。过去常直接飲用，目前多用作糕点的配料。酪乳与碱性小苏打结合使用，可使烘焙产品柔软。

## 制作

西方常见的乳制品及生产流程。

酪乳的基础是奶油，通过离心原料奶与脱脂奶分离。在通过标准化和巴氏灭菌进一步处理乳膏之后，如果需要，将其成熟用于生产甜奶油黄油或酸化用于酸奶油黄油。在制作黄油期间，大多数固体组分与称为酪乳的液体分离。在奥地利，酪乳必须根据食品登记册从酸奶油中生产。类似地，由乳制品直接制造乳制品条例第XVII组的乳脂产品所产生的产品称为酪乳。现代出现的制作工艺就在牛奶加入乳酸菌（乳酸乳球菌或保加利亚乳杆菌）。

## 品种和产品
- 酪乳：作为标准品种，允许添加水或脱脂牛奶

- 纯酪乳：作为标准品种，禁止加入水或脱脂牛奶，只能通过脱水增加干物质。标准品种禁止用牛奶蛋白质产品或奶油强化液体。允许热处理以延长保质期。

- 甜酪乳：在生产甜奶油黄油时生产。

- 酸性酪乳：在酸性奶油或酸奶油的黄油或黄油生产过程中，或通过添加乳酸菌酸化甜酸酪乳。

- 酪乳制剂：添加水果和调味料。

- 酪乳和脱脂牛奶的混合物被称为酸奶，可饮用的酸奶或脱脂酸奶。

- 酪乳粉是从这些产品中作为干乳产品生产的。

## 营养价值
例如，酪乳含有3.5克蛋白质，0.5克脂肪和每100克（100毫升）4.0克碳水化合物，以及无纤维，1毫克胆固醇和750毫克矿物质。[3]因此，生理热值对应于每100g 156kJ（37kcal）。酪乳还含有大量的维生素B2，B5和B12以及钙，钾和磷酸盐。此外，它含有较少量的乳糖，对乳糖不耐症的人更好。